# 응용근신경학

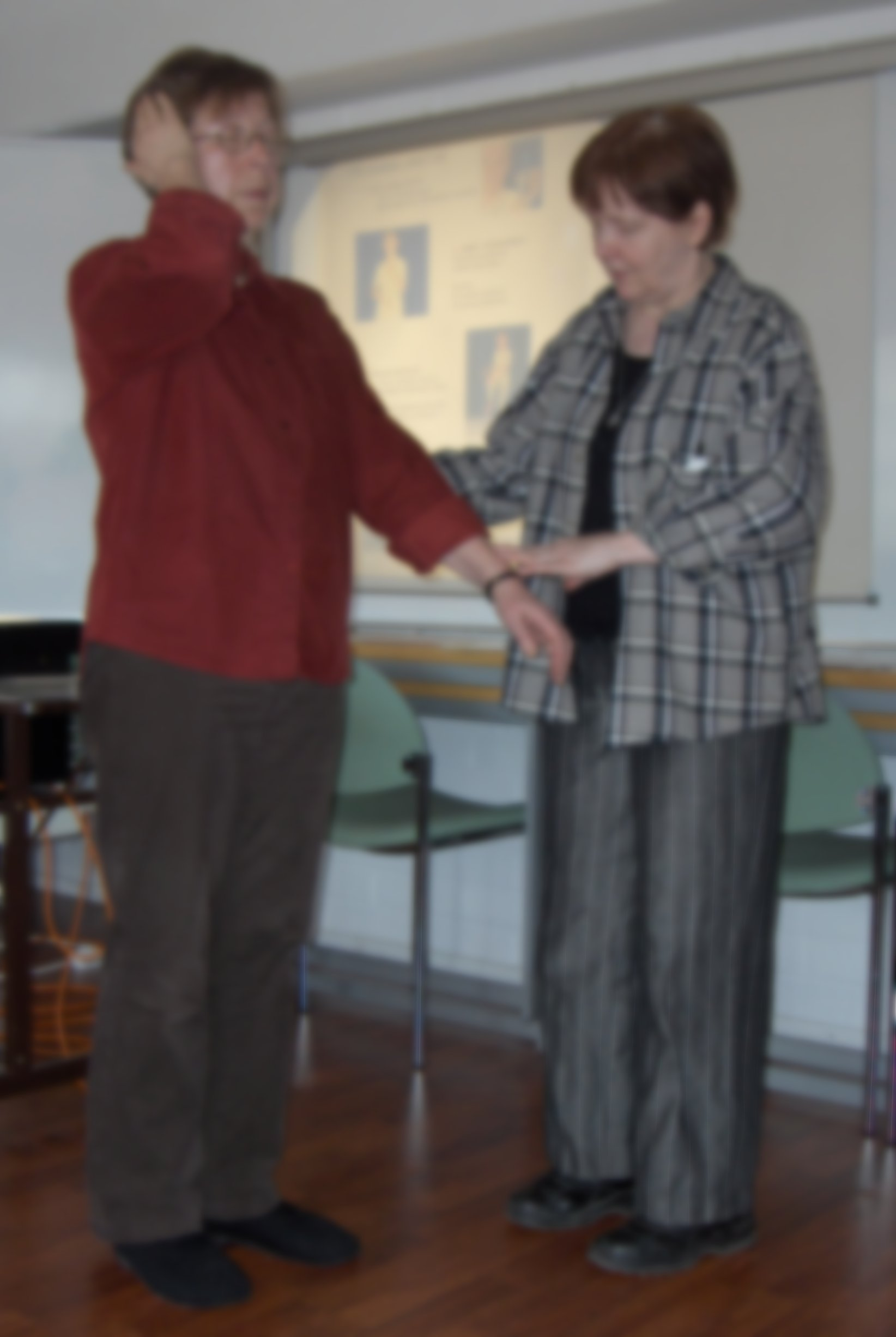

응용근신경학(Applied kinesiology, AK)은 근육의 반응을 매개로 해서 진단하고 치료하는 대체의학이다. AK, 즉 응용근신경학을 이용해서 치료하는 의사들은 이 치료법이 인체의 기능적인 상태를 정확하게 알려준다고 한다. 응용근신경학은 대체의학의 영역의 치료법이고 인체의 움직임에 대한 과학적인 연구를 하는 운동학(kinesiology)과는 다르다. 응용근신경학은 글자 그대로의 의미로는 응용운동학이 맞지만, 이 치료학문의 내용을 보면 근육의 반응이 뇌를 비롯한 신경계에 연결되어 있고, 근육의 반응이라는 것이 뇌를 비롯한 신경계의 역동적인 변화를 보여주는 것이기 때문에 응용근신경학으로 번역하였다.

일부의 정통의학에서는 AK의 이론적, 경험적인 근거에 대해서 비과학적이라고 비판하고 있으며,
몇몇 의학단체에서는 알레르기의 진단에 이 진단법을 쓰지 말도록 권고하고 있다.

## 역사와 현재의 상태
조지 굿하트는 카이로프랙틱 의사로서 1964년에 응용근신경학을 창시하였고 다른 카이로프랙틱의사, 의사, 치과의사들에게 응용근신경학을 가르치기 시작하였다.
굿하트의 제자들은 1973년에 학회를 결성하고 그 이름을 국제응용근신경학회 "The International College of Applied Kinesiology" (ICAK) 라고 하였다. 1975년에 회칙이 만들어지고 1976년에는 응용근신경학 전문의(Dipomate)제도가 만들어졌다.

처음에는 카이로프랙틱의사들이 이 치료법을 사용하다가 점차 의사, 치과의사, 정골의사(osteopathic doctor) 등의 다양한 분야의 의료인들이 이 치료법으로 환자를 치료하고 있다. 2003년도 통계에 의하면 미국에서는 10번째로 가장 많이 사용되는 카이로프랙틱 치료법 중의 하나가 되었고 37.6%의 카이로프랙틱 의사가 치료에 이용하며 환자의 12.9%가 이 치료를 받았다고 한다. 그리고 이 치료법은 의사, 자연치료의사(naturopaths), medical doctors,치과의사, 영양치료사 등에 의해서 이용되고 있다. 아주 초보적인 근육검사를 영양제를 판매하는 대리점을 운영하는 사람들이 오용하고 있기도 하다.

## 응용근신경학의 기초적인 내용
응용근신경학은 전통적인 진단법과는 다르게 근육검사를 통해서 건강의 삼요소 즉, 인체의 구조적인 면, 화학적인 면, 정신적인 면을 검사해서 인체의 기능적인 문제 혹은 병적인 문제를 진단하고 치료하는 치료학문이다. 정통의학적 이론과 다른 응용근신경학의 중요한 전제는 인체의 각각 장기의 기능이상이 특정한 근육의 약화와 관련이 있다는 것이다.치료방법은 척추와 관절에 대한 도수치료, 가동치료, 두개천골치료, 경락치료, 영양치료, 식이상담 등이다.
응용근신경학에서 하는 근육검사는 특정한 근육을 선택해서 환자에게 힘을 주어서 저항하라고 하고 의사가 그 근육의 근력을 검사하는 것이다. 이 근육검사는 단순히 힘이 강한지 약한지를 검사하는 것이 아니고, 환자가 의사가 검사하는 근육검사를 3-4초간 버티는가를 보는 것이다. 환자가 3-4초간 힘을 계속 유지할 수 있으면 강한 근육이고 그 힘을 버티지 못하면 약한 근육이다. 이런 근육검사를 하면 힘이 강한 운동선수라도 몸에 기능이상이 있으면 약한 근육이 검사된다. 근육의 근방추라고 하는 감각수용체의 작용에 따라서 근육의 강함, 약함이 결정된다. 이러한 근육의 반응은 인체의 다양한 스트레스나 불균형에 의해서 달라진다.약한 근육이 있다는 것은 인체가 최적의 기능상태를 유지하지 못하고 기능이상이나, 화학적 혹은 구조적인 불균형 혹은 정신적인 스트레스 등이 있다는 것을 의미한다.인체의 기능을 검사할 때 정상적인 근육을 지표근육으로 삼아서 인체의 다양한 기능이상을 검사할 수도 있다. 또는 약한 근육을 가지고 인체의 필요한 부분에 대한 기능을 검사할 수 도 있다. 팔을 앞으로 쭉 뻗게 하고 환자는 저항하고 의사가 누르는 힘을 가하는 검사도 있다. 이 검사는 특정한 근육을 검사하는 것이 아니어서 구체성이 떨어진다.정확하게 환자의 특정한 근육을 검사하기 위해서는 환자로 하여금 정확한 동작을 취하게 하고 정확한 방향으로 근육을 검사해야 검사하고자 하는 근육을 검사하게 된다. 그렇지 못하면 인접한 다른 근육의 영향을 받기 때문에 정확한 검사가 되지 않을 수도 있다.
음식이나 영양제가 몸에 맞는가를 검사할 때 근육검사를 이용하면 편리하다. 미각이나 후각의 자극은 뇌로 전달되어 그 사람에게 도움이 되는 미각 혹은 후각자극이 있으면 약한 근육도 강해지고, 만일 그 환자에게 해가 되는 미각, 후각 자극은 강한 근육도 약하게 한다. 이런 원리를 이용해서 음식, 영양제가 몸에 맞는가를 검사할 뿐만 아니라 독소나 인체에 해를 끼칠 수 있는 알레르기 물질 혹은 숨겨진 알레르기 음식 등을 검사할 수 있다. 국제응용근신경학회(ICAK,)에서는 반대하지만, 응용근신경학을 이용해서 치료하는 많은 의사들은 영양제나 음식 등을 환자의 몸에 대고 근육검사를 통해서 진단하고 있다.
접촉검사는 응용근신경학에서 이용하는 또 다른 진단 방법이다. 1970년경 Dr. Goodheart이 출생 시부터 생긴 뇌의 이상을 가진 아이를 치료하는데, 어머니의 팔꿈치를 같이 치료하게 되었다. 어머니가 아이를 안고 있으면 특정 근육이 약해지고 아이를 옆에 뉘고 검사를 하면 강해졌다. 그래서 특정 부위에 손을 대면 근육이 강해지거나 약해진다는 것을 발견하게 되었다. 이것이 접촉검사다. 이 특정 부위에 손을 댈 때 강해지거나 약해진다는 것을 보고 진단적으로 이용하기도 하고 치료점으로 이용할 수도 있다. 이런 접촉검사를 통한 근육의 반응으로 다양한 진단 및 치료를 위한 반사점들을 알아낼 수 있었다.

## 과학적인 연구
응용근신경을 지지하는 연구논문도 있고 응용근신경학적인 방법이 비과학적이라는 논문도 있고, 효과에 의문을 제기하거나 연구방식에 문제를 제기하기도 했다.
음식 알레르기와 그 특정 음식에 대한 항체에 관한 응용근신경학 논문이 발표되었고,응용근신경학을 이용한 장단지 근육의 반응과 억제 반사 테크닉에 대한 이중맹검 연구를 근전도 검사를 통해서 하였으며 검사자와 대상자 사이의 좋은 상관관계가 있었으며 근육의 억제도 근전도에서 쉽게 기록되었다.
영양상태를 응용근신경학으로 평가를 한 이중맹검 연구에서는 응용근신경학적인 접근이 유의성이 별로 없고 재현성도 떨어진다고 하였다.
응용근신경학에서 사용하는 진단법이 정형학적인 근육검사와는 다르다고 하더라도 아직 진단적 가치를 확실히 검정받지는 못했다는 연구가 있다. 근육검사를 통해서 장기의 병이나 혹은 기능이상을 진단한다는 것도 아직 확실이 검정되지는 않았다고 한다.응용근신경학 연구에 한 가지 단점은 근육검사를 통한 카이로프랙틱 치료의 효과와 효능에 대한 임상적인 유용성을 논박하는 무작위 연구가 부족하다는 것이다 또한 근육의 약화에 대한 원인이 다양하기 때문에 무작위성 연구로 인한 결과가 잘 도출되지 않는 제한된 면이 있다는 것이다.
응용근신경학에 대한 연구, 평가들은 미국 국립 의학 도서관과 미국 국립 보건원에 수록되어 있다.

## 비평
응용근신경학의 검사를 인정하지 않는 의학계에서는 응용근신경학적인 검사가 검사자의 근육 검사에 의존하는 주관적인 것이라고 평가한다. 특히, 특정 검사를 반복했을 때 유의성이 떨어지고 검사자 간의 유의성도 결여된다고도 하였다.어떤 회의론자들은 내장기관과 근육과의 상관관계에 대한 과학적인 이론이 결여되었다고도 한다.이론적이고 경험적인 근거에 의한 것이라고 비난하며,비과학적이라고 하였다.

## 미국카이로프랙틱협회
미국 카이로프랙틱 협회에 따르면 2003년에 응용근신경학은 미국에서 10번째로 많이 사용되는 카이로프랙틱 치료 중의 하나라고 하였고 37.6%의 카이로프랙틱 의사들이 이 치료법을 이용하며 12.9%의 환자가 이 치료를 받았다고 한다.
"카이로프랙틱 치료를 할 때 영양처방을 이용할 때 혹은 림프 반사점과 혈관반사점을 이용할 때 그리고 근육검사로 진단을 할 때 응용근신경학을 이용한다고 하였다."

## 같이 보기
- 쓸모없는 암 치료 요법 목록